# Arne Jacobsen
Arne Jacobsen (11. února 1902, Kodaň – 24. března 1971, tamtéž) byl dánský architekt a designér. Patřil k architektům meziválečné moderny, ale nejvíce se proslavil návrhy jednoduchých, ale vysoce funkčních designů židlí. Z architektonických realizaci je třeba zmínit funkcionalistickou Aarhuskou radnici (spoluautor vítězného návrhu Erik Møller), která byla v roce 2006 vybrána mezi dvanáct nejvýznamnějších architektonických a krajinářských děl Dánska a zapsána do tzv. Dánského kulturního kánonu.  

## Život

### Mládí
Arne Jacobsen se narodil 11. února 1902 v Kodani. Jeho otec byl velkoobchodníkem se spínacími špendlíky a druky. Jeho matka Pouline pracovala v bance jako pokladnice a ve svém volném čase se zabývala malbou květinových motivů. Nejprve se chtěl stát malířem, otec ho však přesvědčil, aby si místo toho zvolil spolehlivější profesi architekta. Po krátkém období, kdy byl učedníkem kameníka, byl Jacobsen přijat na Dánskou královskou akademii výtvarných umění, kde studoval architekturu pod vedením Kaye Fiskera a Kaje Gottloba, kteří patřili mezi přední architekty a designéry.
Ještě jako student v roce 1925 se Jacobsen zúčastnil pařížské výstavy Art Deco, neboli Mezinárodní výstavy moderní uměleckoprůmyslové výroby, kde vyhrál stříbrnou medaili za design židle. Na stejném místě byl poprvé okouzlen průkopnickou estetikou Le Corbusiera v jeho pavilonu L'Esprit Nouveau. Než akademii opustil, procestoval Jacobsen také Německo, kde se seznámil s racionální architekturou Miese van der Roheho a Waltera Gropia. Jejich práce ovlivnila Jacobsenovy rané návrhy včetně jeho diplomové práce, galerie umění, která mu vynesla zlatou medaili. Po dokončení školy pracoval na praxi u městského architekta Poula Holsøeho.
V roce 1929 ve spolupráci s Flemmingem Lassenem vyhrál soutěž Dánské asociace architektů na téma "Dům budoucnosti" svým návrhem, který byl ve skutečné velikosti postaven na následující výstavě v Forum Kodaň. Jednalo se o zaoblený dům s rovnou střechou ze skla a betonu, ve kterém byla zabudována soukromá garáž, loděnice a heliport. Dalším nápadným detailem byla okna, která se dala stáhnout dolů stejně tak jako okýnka v autě, transportní trubice na poštu a kuchyň zásobovaná hotovými jídly. Automobil Dodge Cabriolet Coupé byl zaparkován v garáži, člun značky Chris Craft v loděnici a vírník na střeše. Jacobsen se ihned vryl do povědomí lidí jako ultra-moderní architekt.

### Kariéra před 2. světovou válkou
Rok poté, co vyhrál soutěž "Dům budoucnosti," si Arne Jacobsen založil vlastní kancelář. Navrhl funkcionalistický Rothenborgův dům, který rozplánoval do nejmenšího detailu, což bylo charakteristické i pro jeho mnohá pozdější díla.
Krátce na to vyhrál soutěž obce Gentofte za design přímořského turistického komplexu v Klampenborgu na pobřeží Øresund, které leží na sever od Kodaně. Zajímavě komponovaný rezort se v Dánsku stal jeho velkým veřejným průlomem a dále ho upevnil v pozici předního národního zastánce mezinárodního moderního stylu. V roce 1932 byla dokončena první část rezortu - mořské lázně Bellevue. Jacobsen navrhl vše; od charakteristických modře pruhovaných věží pro plavčíky, přes kiosky a převlékárny až po vstupenky, sezonní karty a dokonce uniformy zaměstnanců. Ústřední bod této oblasti měla být rozhledna, vysoká přes sto metrů s otočnou restaurací na samém vrcholu, ale po velkých místních protestech bylo od stavby upuštěno. I přesto se to odráží na celkovém uspořádání budov v oblasti, které jakoby směřovaly k tomuto chybějícímu centru. V roce 1934 se pokračovalo se stavbou obytných prostor Bellavista z betonu, oceli a skla s hladkými povrchy a otevřeným prostorem bez zbytečných přežitků a ornamentů. V roce 1937 byla tato bílá trilogie dokončena budovou divadla Bellevue se zatahovací střechou, která umožňovala konat představení pod otevřenou oblohou. Tyto moderní práce jasně ukazují na vliv bílé kubistické architektury, se kterou se Jacobsen setkal v Německu, především na sídlišti Weissenhof ve Stuttgartu. Shluk bílých budov v Bellevue je doplněn i o funkcionalistickou čerpací stanici Skovshoved. V tehdejší době byly tyto projekty popisovány jako "sen moderního životního stylu."
I přes značný veřejný odpor k avantgardnímu stylu, Jacobsen postavil Stellingův dům na náměstí Gammeltorv, které patří v Kodani mezi ty nejstarší. Přestože byl modernistický styl spíše zdrženlivý, a později byl chápán jako příkladný pro budovy v historickém prostředí, způsobil ve své době zlostné protesty. Jedny noviny dokonce psaly, že Jacobsen by měl být "z architektury nadobro vykázán."
Když společně s Erikem Møllerem vyhrál soutěž pro design  radnice Århus, bylo to opět díky dalšímu kontroverznímu návrhu. Byl považován za příliš moderní a příliš anti-monumentální. Jacobsen nakonec musel přidat do návrhu věž a mramorové obložení. I přesto je považována za jednu z nejdůležitějších Jacobsenových budov.
Pro své architektonické hodnoty a zachování interiéru s originálním designem téměř v původním stavu byla radnice nejprve od roku 1994 památkově chráněna a v roce 2006 byla vybrána mezi dvanáct nejvýznamnějších architektonických a krajinářských děl Dánska a zapsána na seznam tzv. Dánského kulturního kánonu. Protože do toho exkluzivního seznamu byla zařazena také Aarhuská univerzita (původní kampus ze 30. let), je město Aarhus jediné místo kromě Kodaně, které v něm má více položek.

## Dílo
- Aarhuská radnice (společně s Erikem Møllerem), Århus (1939–1942)
- řadové rodinné domy v Søholmu (1950–1955)
- radnice v Rødevera (1955)
- křeslo Egg(1958)
- křeslo Swan (1958)
- budova společnosti SAS, první mrakodrap v Kodani (1959–1960)
- správní budova firmy Jasperson, Kodaň (1961)
- kolej sv. Kateřiny, Oxford (1969)

## Galerie

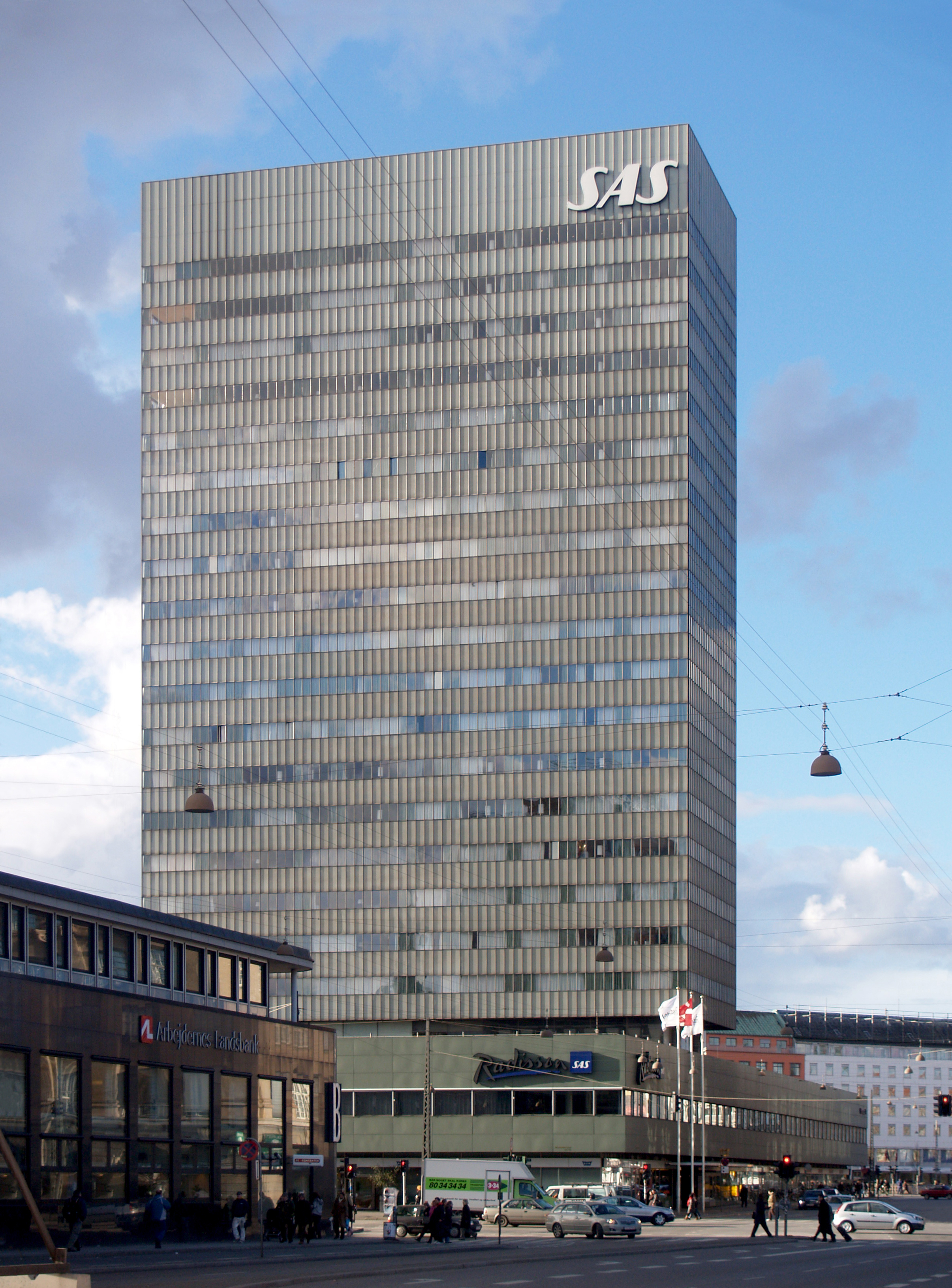
Arne Jacobsen: Radisson SAS Royal Hotel
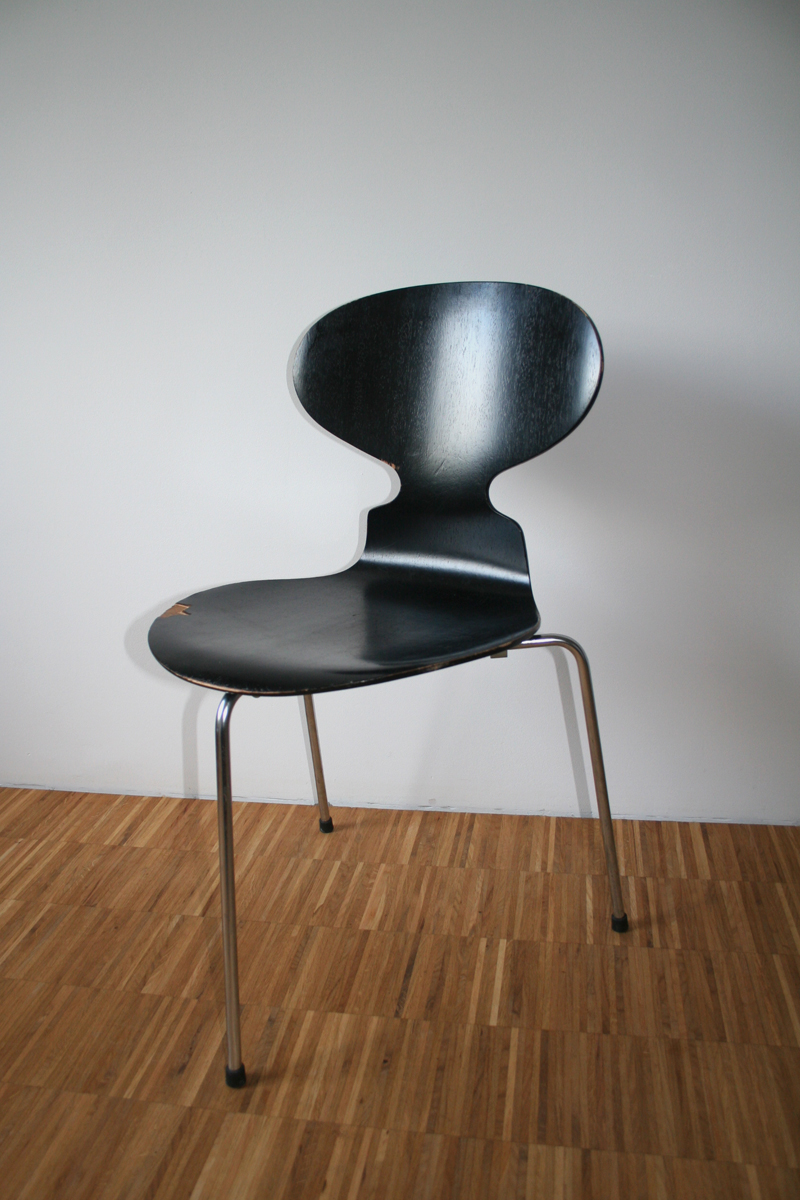
Židle "Mravenec"
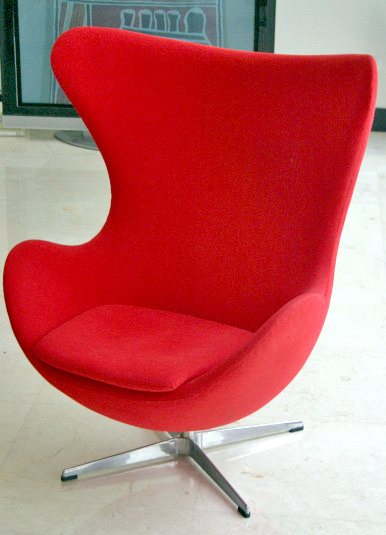
Židle "Vejce"
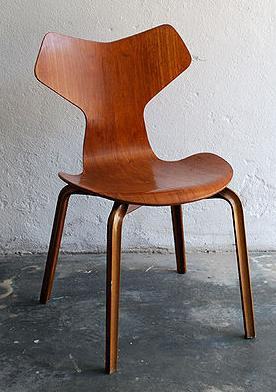
Židle "Grand Prix"